# St. Cyriakus (Morlesau)

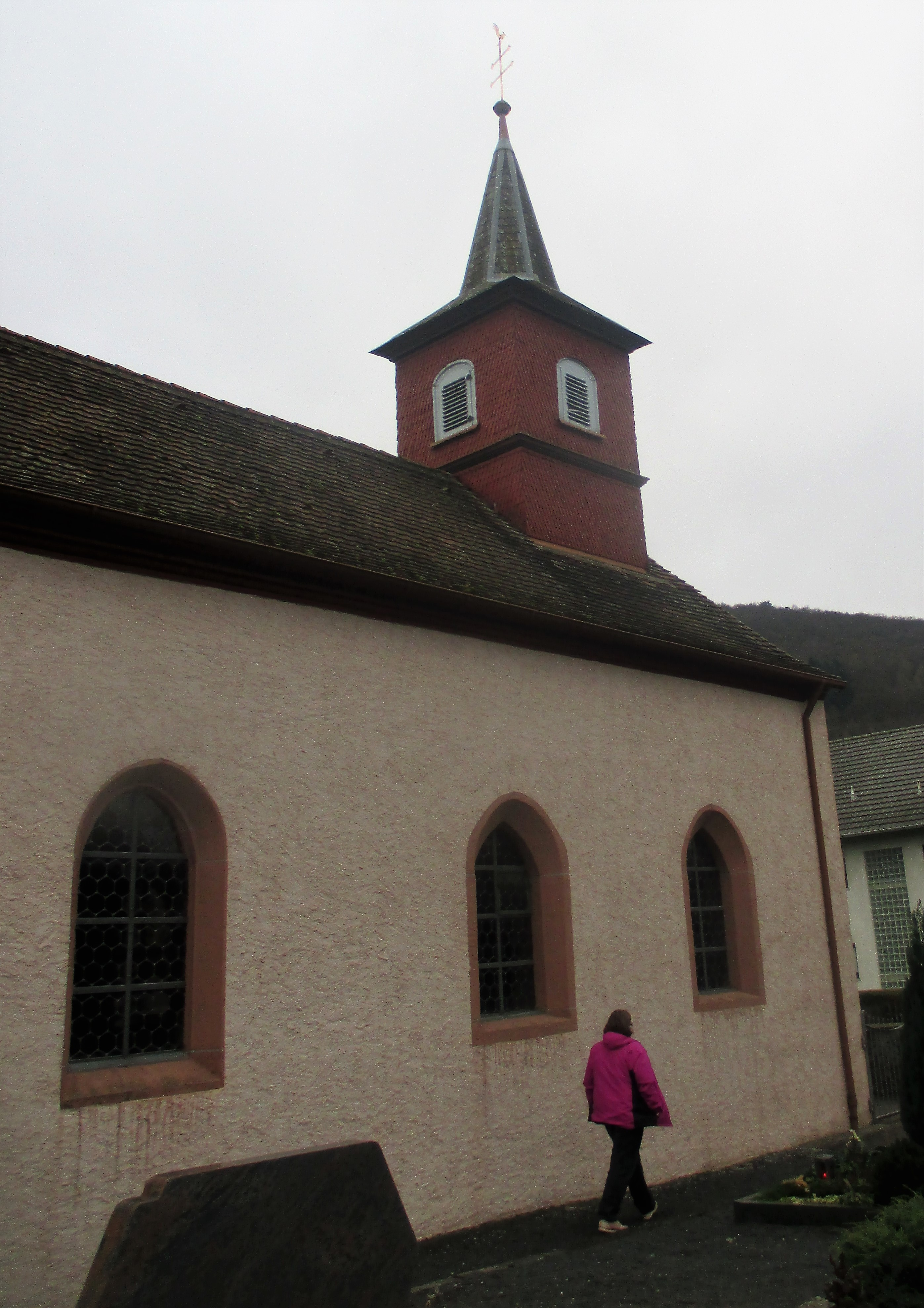
Die Kirche in Morlesau

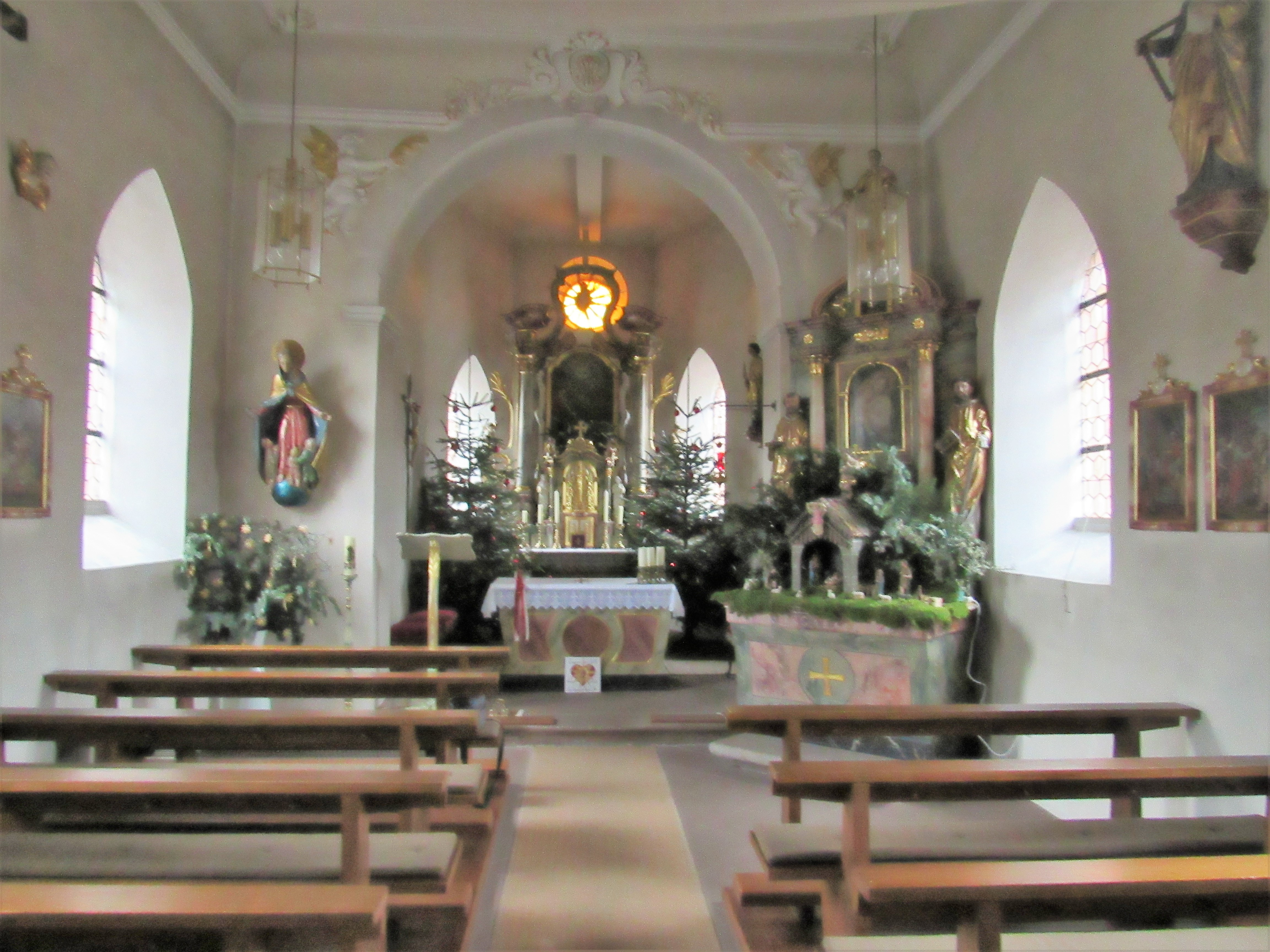
Innenraum der Kirche

Die römisch-katholische Filialkirche St. Cyriakus befindet sich in Morlesau, einem Ortsteil von Hammelburg im unterfränkischen Landkreis Bad Kissingen. Sie ist dem hl. Cyriacus geweiht.
Die Kirche gehört zu den Baudenkmälern von Hammelburg und ist unter der Nummer D-6-72-127-162 in der Bayerischen Denkmalliste registriert.

## Geschichte, Beschreibung und Ausstattung
Morlesau, in der Anfangszeit Filiale von Hammelburg, wurde bei Gründung der Pfarrei Diebach dieser und im Jahr 1722 der Pfarrei Wolfsmünster zugeordnet. Seit 1811 und bis heute gehört das Dorf zur Kuratie Windheim, die 1848 zur Pfarrei wurde.
Die Kirche entstand nach 1500 in der Zeit der Nachgotik. Der Aufschrift auf dem Türsturz im Chorraum zufolge ist das Baujahr der Kirche 1520.
Der im Rokoko-Stil gehaltene und 1777 geweihte Hochaltar beherbergt ein um 1750 geschaffenes Altarbild mit einer Darstellung der Heiligen Dreifaltigkeit. Der barocke rechte Seitenaltar zeigt die Muttergottes sowie im Altarauszug den Kirchenpatron Cyriacus. Statt eines linken Seitenaltars ist in der Kirche eine Schutzmantelmadonna des Tiroler Bildschnitzers Sepp Baumgartner von 1951 angebracht, ein Primizgeschenk des aus dem Ort stammenden Franziskanerpaters Dominik Lutz. Zu nennen sind auch zwei spätgotische Figuren der Apostel Petrus und Paulus von 1475.
Während einer Renovierung in den Jahren 1838 bis 1841 wurde u. a. die Sakristei  erneuert, das Kirchenschiff um eine auf drei Fensterachsen vergrößert und der Dachturm errichtet. Die seitlichen Fenster des Kirchenschiffs und des östlichen Chores  sind spitzbogig. 
Im Jahr 1917 wurden durch die Gemeinde Morlesau die zwei Stahlglocken angeschafft. Sie haben einen Durchmesser von 66 cm und 51 cm. Ihre Schlagtöne sind wohl f2 und b2.
Die bisher letzte Sanierung der Kirche fand von 1993 bis 1997 statt.

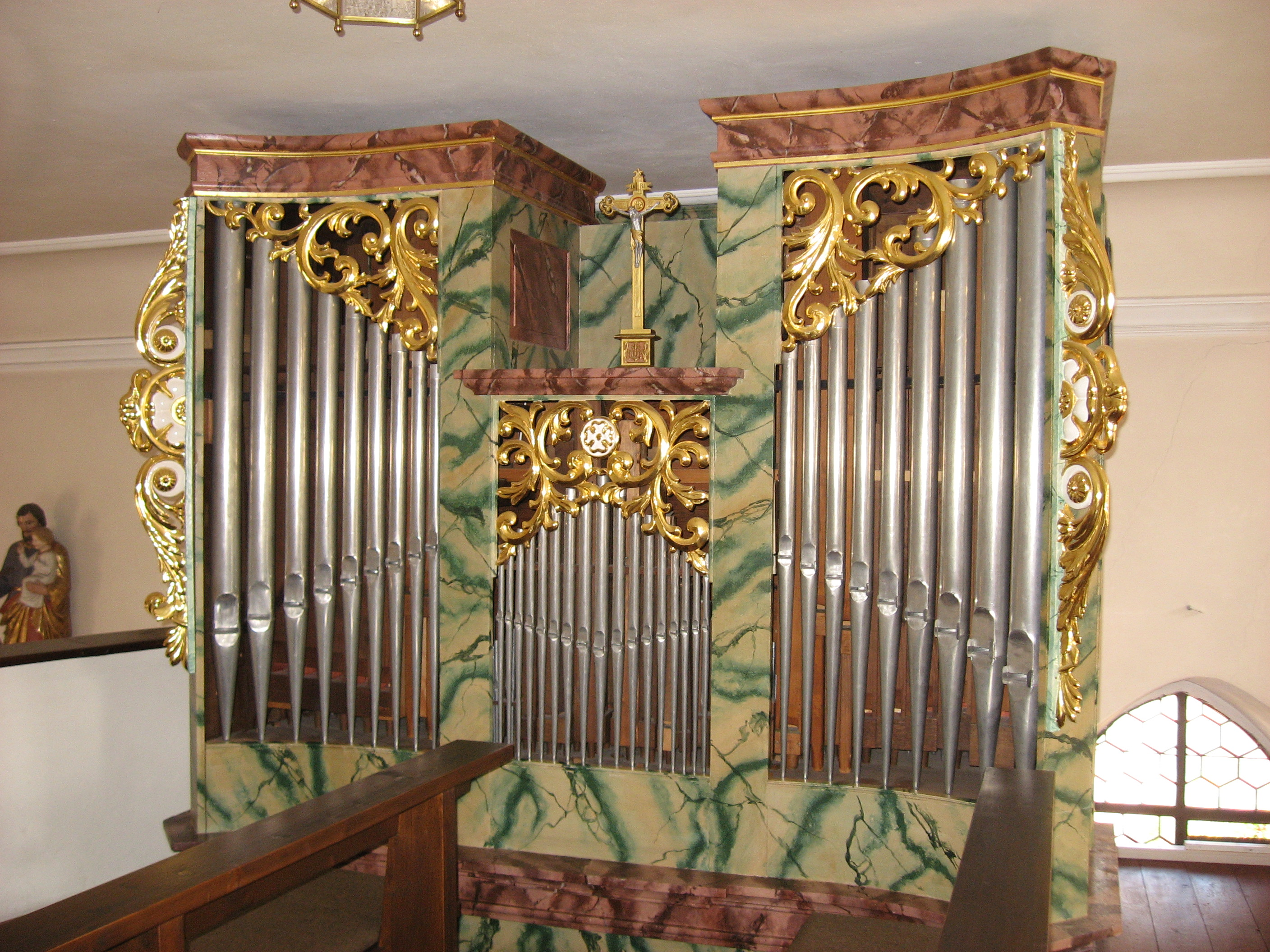
Morlesau St Cyriakus Orgel Prospekt

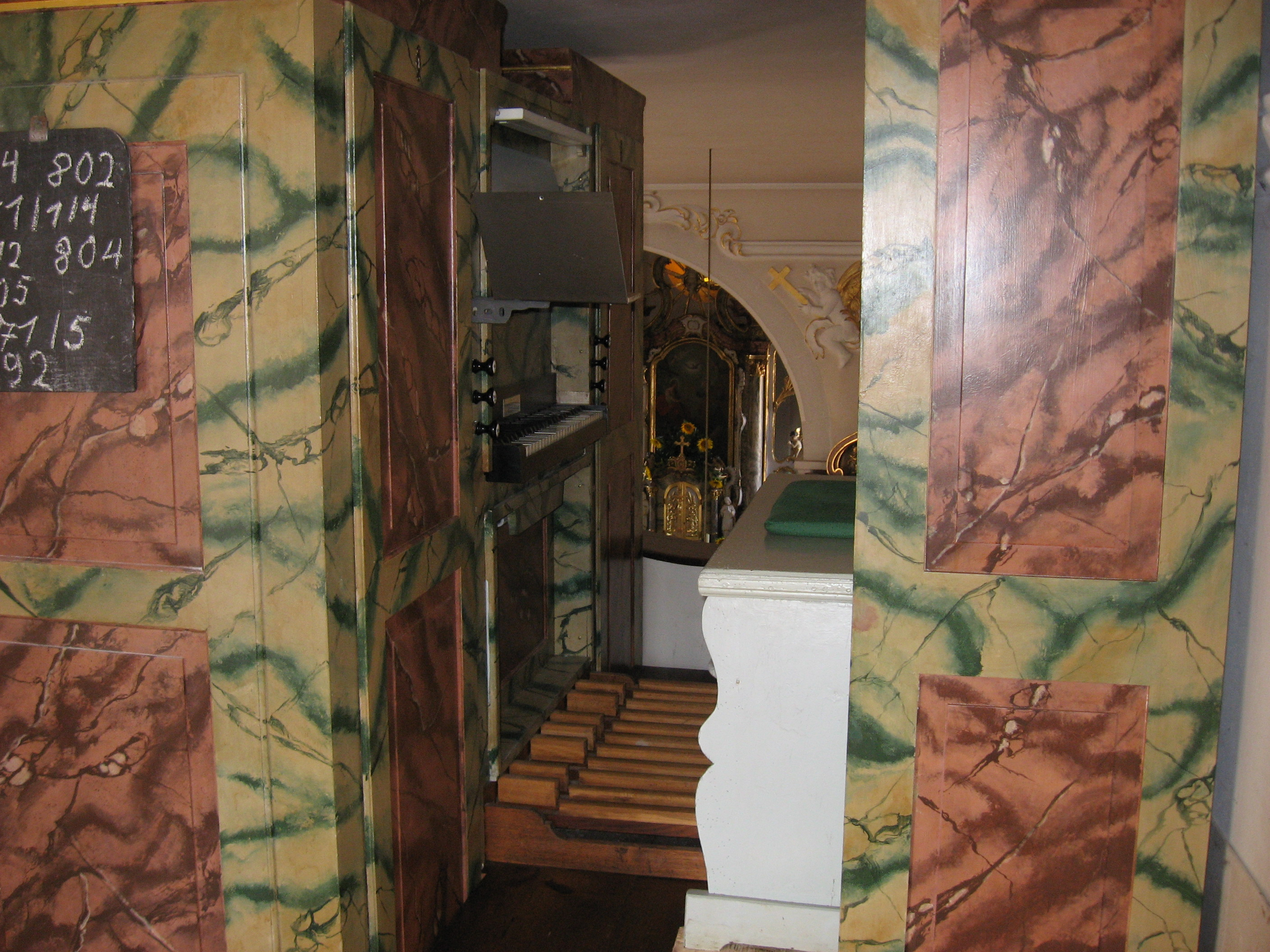
Morlesau St Cyriakus Orgel Seite

Die Orgel der Kirche wurde im Jahr 1830 von Johann Konstantin Suckfüll, einem Orgelbauer aus Untererthal, errichtet. Sie war als Brüstungspositiv konzipiert, dessen Windlade mit Stechermechanik und mechanischer Spiel- und Registertraktur ausgestattet ist. Das Pedal war anfangs ohne eigene Register und als angehängtes Pedal ausgeführt. Später wurde eine eigene Pedallade mit dem Register Subbaß 16′ im Rücken des Organisten ergänzt. Wohl noch vor dem Ersten Weltkrieg wurde, eventuell aus statischen Gründen, die Orgel an der Emporenbrüstung entfernt und auf der Empore um 90° gedreht aufgestellt. Dies kurioserweise aber so, dass der Prospekt in Richtung Wand zeigte und kaum noch sichtbar war. Womöglich blieb der Gemeinde dadurch erspart, wie es anderorts üblich war, die Prospektpfeifen zu Kriegszwecken abliefern zu müssen. Als bisher letzte Veränderung der Orgel wurde sie 1997 von der Orgelbaufirma Hey Orgelbau aus Ostheim vor der Rhön restauriert. Dabei wurde das Instrument wiederum gedreht, diesmal um 180°, so dass der schöne Prospekt zwar immer noch nicht vom Kirchenschiff aus aber nun wenigstens auf der Empore zu sehen ist. Obwohl man woanders bereits romantische Orgeln baute, wurde diese Orgel noch nach barockem Ideal disponiert.

| Manual C–d3 |       |
| Flöte       | 8′    |
| Gedeckt     | 8′    |
| Principal   | 4′    |
| Quinte      | 2 ⁄3′ |
| Oktav       | 2′    |
| Mixtur III  |       |

| Pedal C–f |     |
| Subbass   | 16′ |

- Koppel: feste Pedalkoppel